# ストナストキシン

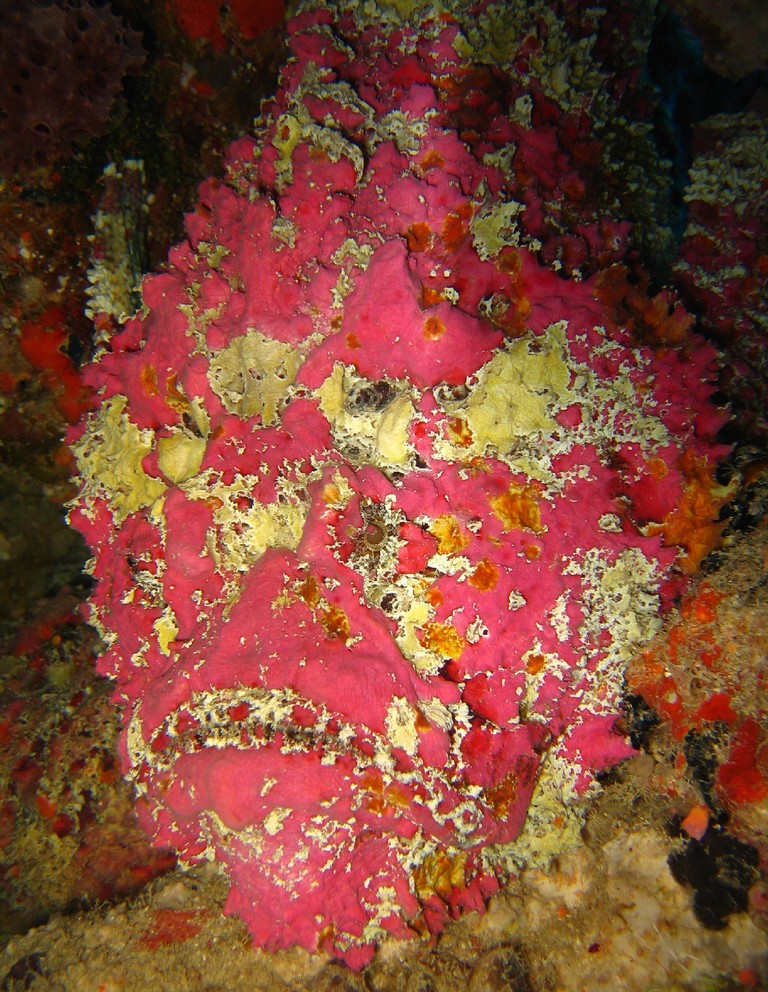
オニダルマオコゼ

ストナストキシン（Stonustoxin）は、強力な神経毒の一種であり、主にオニダルマオコゼに存在する。
ストナストキシンはパーフォリン様スーパーファミリーに属する極めて強力な細胞溶解素である。名称は、STOnefish National University of Singapore toxinの略称である。

## 概要
非常に強力な神経毒の一種。
猛毒の魚として有名なオニダルマオコゼに含まれている毒でもあり、浅瀬にも生息しているため岩と勘違いして誤って踏む事故が多い。
触れるだけでも非常に危険であるため、遊泳中などでの事故が多発している。
半数致死量　0.2∼0.8mg/kg
致死量はかなり微量でほんの少しの毒で体に影響を及ぼす。

## 主な症状
- 刺傷直後の患部の疼痛、痺れ、知覚麻痺、患部の水疱
- さらに毒が回ると発熱、悪心、嘔吐、下痢
- 重症化であると関節痛、冷や汗、悪寒、発汗、呼吸困難になる
- 直後の痛みが非常に強くショック死でなくなるケースも多くある